# The Polar Express (videojuego)
The Polar Express es un videojuego de plataformas de acción-aventura basado en la película del mismo nombre. Fue desarrollado por Blue Tongue Entertainment para la PlayStation 2, GameCube y Windows. Una versión para la Game Boy Advance fue desarrollada por Tantalus Media. Todas las versiones del juego fueron publicadas por THQ. Fue lanzado en América del Norte el 2 de noviembre de 2004 y en Europa el 16 de diciembre de 2004.

## Jugabilidad
El juego sigue la mayor parte de la trama principal de la película. Una diferencia importante es que el títere Ebenezer Scrooge, que solo hace una aparición menor en la película, desempeña un papel mucho más importante como el antagonista principal que intenta evitar que los niños crean en Santa Claus robando sus boletos y tratando de hacer que los arrojen del tren para evitar que los niños lleguen al Polo Norte. El juego se divide en seis capítulos, lo que le da al jugador la oportunidad de explorar áreas como el tren, el Polo Norte y más. El jugador controla a un niño en cada uno de los 6 capítulos. El juego también contiene resolución de rompecabezas, así como algunos elementos estilo minijuego.
La versión para Game Boy Advance es un juego de plataformas de desplazamiento lateral en 2D que también tiene algunos niveles en los que controlas el tren Polar Express en 3D.

## Desarrollo
THQ presentó el juego en la convención E3 en 2004. La versión para PlayStation 2 es compatible con EyeToy. El desarrollador Tantalus también estaba desarrollando una versión portátil del juego para Game Boy Advance.

## Recepción
The Polar Express recibió críticas "generalmente desfavorables" según el agregador de reseñas de videojuegos Metacritic.
Al reseñar las versiones de consola del juego para GameSpot, Avery Score sintió que la experiencia era "un videojuego sin alma para sacar provecho de la película" y que "dejaría incluso a los niños más pequeños dolorosamente conscientes de que han sido engañados". Matt Casamassina de IGN también fue muy negativo, encontró que todo tipo de juego presentado era "defectuoso o poco desarrollado" y criticó su corta duración.
Dana Jongewaard, de la revista oficial de PlayStation en Estados Unidos, se mostró más positiva con respecto al juego. Si bien reconoció que su corta duración y simplicidad lo convertirían en una "elección cuestionable para cualquiera que tenga más de 8 años", pensó que el público al que va dirigido el juego lo disfrutaría. También elogió el contenido adicional de EyeToy.
La versión de Gameboy Advance también fue recibida de forma más positiva por Nintendo Power, quien la elogió por sus gráficos y jugabilidad, y la recomendó para los fans de la película. Por otro lado, esta versión fue revisada más negativamente por GameZone, quienes la describieron como "cansada, desgastada" y simplemente "sin diversión".